# 1992년 일본 프로 야구 올스타전
1992년 일본 프로 야구 올스타전은 1992년 7월 18일과 7월 19일, 7월 21일에 열린 일본 프로 야구의 올스타전 경기이다. 정식 명칭은 1992 산요 올스타 게임(1992 サンヨー オールスターゲーム, 1992 SANYO ALL STAR GAME).

## 개요
전년도 일본 시리즈에서 2연패를 달성한 세이부 라이온스의 모리 마사아키 감독이 퍼시픽 리그 올스타팀을 지휘했고 센트럴 리그 우승을 이끈 히로시마 도요 카프의 야마모토 고지 감독이 센트럴 리그 올스타팀의 지휘를 맡았다. 하계 올림픽 개최한 시즌에 처음으로 3경기제가 적용된 올스타전이 됐다. 3경기째가 지방 개최가 된 것도 이 때부터이다.
1차전에서는 퍼시픽 올스타팀의 하위 타선인 6번 이시이 히로오(긴테쓰), 7번 다나베 노리오(세이부), 8번 사사키 마코토(다이에)의 3연속 홈런을 때려내면서 먼저 1승을 올렸다. 이어지는 2차전에서는 후루타 아쓰야(야쿠르트)가 첫회 선두 타자로서 3루타를 치는 것을 비롯해 3회에 단타, 5회에 홈런, 그리고 9회에 2루타를 기록하는 등 올스타전 사상 최초로 사이클링 히트를 달성, 2차전 MVP에 선정됐다. 올스타전 사상 처음으로 지방 개최로 열린 3차전에서는 ‘숲의 도시’로 유명한 센다이로 장소를 옮겨 개최됐다. 8회까지 무득점으로 침체에 빠지고 있던 센트럴 올스타팀은 8회초에 고마다 노리히로(요미우리)의 역전 2점 홈런을 때려내는 것을 비롯하여 단번에 4점을 올리면서 역전에 성공했다. 9회말에는 현지 미야기현에서 대학을 다녔던 요코하마 다이요 웨일스의 마무리 투수 사사키 가즈히로가 등판했다.
올스타전 사상 처음으로 지방에서 개최된 3차전에서는 경기 시작 전에 미야기 현지의 향토 예능 ‘스즈메오도리’가 선보이는 등의 식전 행사를 가졌다. 그러나 당시 현영 미야기 구장은 공식적으로 수용 인원이 3만 명임에도 불구하고 올스타전에서 만석이 됐다고는 해도 16,000명 미만에 불과했고 올스타전 최소 관객 동원이라는 기록을 세웠다. 더욱이 전 경기에서 실질 관객 수 발표가 이뤄지게 된 것은 2005년부터이다. 또한 그 해에 창단한 도호쿠 라쿠텐 골든이글스에 의한 구장의 전면 개·보수도 있어서 현재는 약 2만 명 가량을 수용할 수 있게 됐다.

## 출장 선수
| 센트럴 리그 | 센트럴 리그        | 센트럴 리그 | 센트럴 리그 |
| ----------- | ------------------ | ----------- | ----------- |
| 감독        | 야마모토 고지      | 히로시마    |             |
| 코치        | 다카기 모리미치    | 주니치      |             |
| 코치        | 노무라 가쓰야      | 야쿠르트    |             |
| 투수        | 구와타 마스미      | 요미우리    | 5           |
| 투수        | 기타벳푸 마나부    | 히로시마    | 7           |
| 투수        | 오노 유타카        | 히로시마    | 8           |
| 투수        | 고마쓰 다쓰오      | 주니치      | 4           |
| 투수        | 요다 쓰요시        | 주니치      | 2           |
| 투수        | 오카바야시 요이치  | 야쿠르트    | 첫 출장     |
| 투수        | 사이토 마사키      | 요미우리    | 3           |
| 투수        | 마키하라 히로미    | 요미우리    | 4           |
| 투수        | 사사키 가즈히로    | 다이요      | 첫 출장     |
| 투수        | 나카다 고지        | 한신        | 첫 출장     |
| 투수        | 나카고미 신        | 한신        | 첫 출장     |
| 투수        | 모리타 고키▲       | 다이요      | 첫 출장     |
| 투수        | 야마모토 마사히로  | 주니치      | 2           |
| 포수        | 후루타 아쓰야      | 야쿠르트    | 3           |
| 포수        | 다쓰카와 미쓰오    | 히로시마    | 7           |
| 포수        | 오쿠보 히로모토    | 요미우리    | 첫 출장     |
| 1루수       | 히로사와 가쓰미    | 야쿠르트    | 6           |
| 2루수       | 와다 유타카        | 한신        | 2           |
| 3루수       | 오카자키 가오루    | 요미우리    | 4           |
| 유격수      | 구지 데루요시      | 한신        | 첫 출장     |
| 내야수      | 쇼다 고조          | 히로시마    | 5           |
| 내야수      | 오치아이 히로미쓰  | 주니치      | 12          |
| 내야수      | 이케야마 다카히로  | 야쿠르트    | 5           |
| 내야수      | 고마다 노리히로    | 요미우리    | 3           |
| 내야수      | 다카기 유타카      | 다이요      | 8           |
| 내야수      | L. 시츠            | 다이요      | 첫 출장     |
| 내야수      | 마에하라 히로유키▲ | 주니치      | 첫 출장     |
| 외야수      | 가메야마 쓰토무    | 한신        | 첫 출장     |
| 외야수      | J. 파치오렉        | 한신        | 첫 출장     |
| 외야수      | 야기 히로시        | 한신        | 첫 출장     |
| 외야수      | 이이다 데쓰야      | 야쿠르트    | 첫 출장     |
| 외야수      | 하라 다쓰노리      | 요미우리    | 12          |

| 퍼시픽 리그 | 퍼시픽 리그        | 퍼시픽 리그 | 퍼시픽 리그 |
| ----------- | ------------------ | ----------- | ----------- |
| 감독        | 모리 마사아키      | 세이부      |             |
| 코치        | 오기 아키라        | 긴테쓰      |             |
| 코치        | 도이 쇼조          | 오릭스      |             |
| 투수        | 노모 히데오        | 긴테쓰      | 3           |
| 투수        | 이시이 다케히로    | 세이부      | 2           |
| 투수        | 궈타이위안         | 세이부      | 3           |
| 투수        | 아카호리 모토유키  | 긴테쓰      | 첫 출장     |
| 투수        | 이토 아쓰노리      | 오릭스      | 첫 출장     |
| 투수        | 사카이 쓰토무      | 오릭스      | 첫 출장     |
| 투수        | 가네이시 아키히토  | 닛폰햄      | 2           |
| 투수        | 시라이 야스카쓰    | 닛폰햄      | 첫 출장     |
| 투수        | 요시다 도요히코    | 다이에      | 2           |
| 투수        | 마에다 유키나가    | 지바 롯데   | 첫 출장     |
| 투수        | 가와모토 야스유키  | 지바 롯데   | 첫 출장     |
| 투수        | 와타나베 히사노부▲ | 세이부      | 6           |
| 포수        | 이토 쓰토무        | 세이부      | 9           |
| 포수        | 다무라 후지오      | 닛폰햄      | 7           |
| 포수        | 요시나가 고이치로  | 다이에      | 첫 출장     |
| 1루수       | 기요하라 가즈히로  | 세이부      | 7           |
| 2루수       | 쓰지 하쓰히코      | 세이부      | 6           |
| 3루수       | 이시게 히로미치    | 세이부      | 12          |
| 유격수      | 하마나 지히로      | 다이에      | 첫 출장     |
| 내야수      | 다나베 노리오      | 세이부      | 첫 출장     |
| 내야수      | 이시이 히로오      | 긴테쓰      | 첫 출장     |
| 내야수      | 오이시 다이지로    | 긴테쓰      | 9           |
| 내야수      | 마쓰나가 히로미    | 오릭스      | 9           |
| 내야수      | 오가와 히로후미    | 오릭스      | 2           |
| 외야수      | 아키야마 고지      | 세이부      | 8           |
| 외야수      | R. 브라이언트      | 긴테쓰      | 2           |
| 외야수      | O. 데스트라데      | 세이부      | 첫 출장     |
| 외야수      | 다카하시 사토시    | 오릭스      | 첫 출장     |
| 외야수      | 스즈키 요시히로    | 닛폰햄      | 첫 출장     |
| 외야수      | 사사키 마코토      | 다이에      | 3           |
| 외야수      | 나카지마 데루시    | 닛폰햄      | 첫 출장     |

- 굵은 글씨는 팬 투표로 선출된 선수, ▲는 출장 사퇴 선수 발생에 의한 보충 선수.

## 올스타전 경기 결과

### 1차전

#### 스코어
| 팀 | 1 | 2 | 3 | 4 | 5 | 6 | 7 | 8 | 9 | R | H  | E |
| 퍼시픽 | 0 | 0 | 0 | 0 | 3 | 0 | 1 | 2 | 0 | 6 | 12 | 1 |
| 센트럴 | 0 | 0 | 0 | 0 | 0 | 0 | 0 | 1 | 0 | 1 | 7  | 1 |
| 승리 투수: 와타나베 히사노부(세이부) 패전 투수: 고마쓰 다쓰오(주니치) 홈런: 퍼시픽 – 이시이 히로오(긴테쓰·5회 1점), 다나베 노리오(세이부·5회 1점), 사사키 마코토(다이에·5회 1점) |   |   |   |   |   |   |   |   |   |   |    |   |

#### 출장 선수
| 퍼시픽 | 퍼시픽 | 퍼시픽            |
| 타순   | 수비   | 선수              |
| ------ | ------ | ----------------- |
| 1      | (중)   | 아키야마 고지     |
| 2      | (二)   | 오이시 다이지로   |
| 3      | (좌)   | R. 브라이언트     |
| 4      | (一)   | 기요하라 가즈히로 |
| 5      | (우)   | 다카하시 사토시   |
| 6      | (三)   | 이시이 히로오     |
| 7      | (유)   | 다나베 노리오     |
| 8      | (포)   | 다무라 후지오     |
| 9      | (투)   | 노모 히데오       |

| 센트럴 | 센트럴 | 센트럴            |
| 타순   | 수비   | 선수              |
| ------ | ------ | ----------------- |
| 1      | (유)   | 이케야마 다카히로 |
| 2      | (二)   | 와다 유타카       |
| 3      | (좌)   | J. 파치오렉       |
| 4      | (一)   | 히로사와 가쓰미   |
| 5      | (우)   | 고마다 노리히로   |
| 6      | (포)   | 후루타 아쓰야     |
| 7      | (三)   | 오카자키 가오루   |
| 8      | (중)   | 가메야마 쓰토무   |
| 9      | (투)   | 나카다 고지       |

#### 수상 선수
MVP
- 이시이 히로오(긴테쓰)

3자 연속 홈런의 도화선이 되는 활약을 보였고, 4타수 2안타 3타점의 성적을 기록했다.

### 2차전

#### 스코어
| 팀 | 1 | 2 | 3 | 4 | 5 | 6 | 7 | 8 | 9 | R | H  | E |
| 센트럴 | 1 | 1 | 0 | 1 | 1 | 2 | 0 | 0 | 0 | 6 | 11 | 0 |
| 퍼시픽 | 0 | 0 | 0 | 0 | 1 | 0 | 1 | 0 | 2 | 4 | 9  | 0 |
| 승리 투수: 구와타 마스미(요미우리) 패전 투수: 마에다 유키나가(지바 롯데) 홈런: 센트럴 – 후루타 아쓰야(야쿠르트·5회 1점) 퍼시픽 – 오이시 다이지로(긴테쓰·9회 2점) |   |   |   |   |   |   |   |   |   |   |    |   |

#### 출장 선수
| 센트럴 | 센트럴 | 센트럴            |
| 타순   | 수비   | 선수              |
| ------ | ------ | ----------------- |
| 1      | (포)   | 후루타 아쓰야     |
| 2      | (유)   | 이케야마 다카히로 |
| 3      | (좌)   | J. 파치오렉       |
| 4      | (지)   | 하라 다쓰노리     |
| 5      | (우)   | 고마다 노리히로   |
| 6      | (一)   | 히로사와 가쓰미   |
| 7      | (三)   | 오카자키 가오루   |
| 8      | (중)   | 야기 히로시       |
| 9      | (二)   | 쇼다 고조         |
|        | (투)   | 구와타 마스미     |

| 퍼시픽 | 퍼시픽 | 퍼시픽            |
| 타순   | 수비   | 선수              |
| ------ | ------ | ----------------- |
| 1      | (一)   | 기요하라 가즈히로 |
| 2      | (중)   | 스즈키 요시히로   |
| 3      | (우)   | 사사키 마코토     |
| 4      | (지)   | O. 데스트라데     |
| 5      | (좌)   | R. 브라이언트     |
| 6      | (三)   | 이시게 히로미치   |
| 7      | (포)   | 요시나가 고이치로 |
| 8      | (유)   | 오가와 히로후미   |
| 9      | (二)   | 쓰지 하쓰히코     |
|        | (투)   | 마에다 유키나가   |

#### 수상 선수
MVP
- 후루타 아쓰야(야쿠르트)

올스타전 사상 최초의 사이클링 히트를 달성했다.

### 3차전

#### 스코어
| 팀 | 1 | 2 | 3 | 4 | 5 | 6 | 7 | 8 | 9 | R | H | E |
| 센트럴 | 0 | 0 | 0 | 0 | 0 | 0 | 0 | 4 | 0 | 4 | 6 | 0 |
| 퍼시픽 | 0 | 0 | 0 | 1 | 0 | 0 | 0 | 0 | 1 | 2 | 6 | 2 |
| 승리 투수: 야마모토 마사히로(주니치) 패전 투수: 이토 아쓰노리(오릭스) 세이브: 사사키 가즈히로(다이요) 홈런: 센트럴 – 고마다 노리히로(요미우리·8회 1점) 퍼시픽 – 사사키 마코토(다이에·4회 1점), 기요하라 가즈히로(세이부·9회 1점) |   |   |   |   |   |   |   |   |   |   |   |   |

#### 출장 선수
| 센트럴 | 센트럴 | 센트럴            |
| 타순   | 수비   | 선수              |
| ------ | ------ | ----------------- |
| 1      | (三)   | 다카기 유타카     |
| 2      | (유)   | 이케야마 다카히로 |
| 3      | (좌)   | J. 파치오렉       |
| 4      | (지)   | 하라 다쓰노리     |
| 5      | (우)   | 고마다 노리히로   |
| 6      | (一)   | L. 시츠           |
| 7      | (포)   | 오쿠보 히로모토   |
| 8      | (二)   | 쇼다 고조         |
| 9      | (중)   | 가메야마 쓰토무   |
|        | (투)   | 마키하라 히로미   |

| 퍼시픽 | 퍼시픽 | 퍼시픽            |
| 타순   | 수비   | 선수              |
| ------ | ------ | ----------------- |
| 1      | (三)   | 마쓰나가 히로미   |
| 2      | (二)   | 오이시 다이지로   |
| 3      | (우)   | 사사키 마코토     |
| 4      | (一)   | 이시이 히로오     |
| 5      | (지)   | O. 데스트라데     |
| 6      | (중)   | 아키야마 고지     |
| 7      | (좌)   | 다카하시 사토시   |
| 8      | (포)   | 다무라 후지오     |
| 9      | (유)   | 하마나 지히로     |
|        | (투)   | 가네이시 아키히토 |

#### 수상 선수
MVP
- 고마다 노리히로(요미우리)

8회초에 역전 2점 홈런을 기록했다.

## 같이 보기
- 일본 프로 야구 올스타전
- 일본 야구 기구(주최)
- 산요 전기(특별 협찬)